# José Sazatornil
José Sazatornil Buendía, también conocido como Saza (Barcelona, 13 de agosto de 1925-Madrid, 23 de julio de 2015), fue un actor español de cine y teatro.
En la gran pantalla, apareció en muchos de los títulos más representativos en toda la segunda mitad del siglo XX. Trabajó a las órdenes de  varios de los mejores directores del período, a la vez que fue compañero de reparto de los principales actores y actrices. Rodó películas para el cine en catalán tras la recuperación del mismo a partir de los años 1980. El diario El Ideal de Granada le llega a considerar como uno de los actores cómicos nacionales más importantes del siglo XX. Por su parte, El Semanal Digital le cita como uno de los genios de la interpretación. Igualmente, posee una amplia presencia mediática en el extranjero, donde su persona es conocida.
Por otra parte, tuvo una muy larga trayectoria en las carteleras teatrales, medio en el que comenzó su carrera como actor, a la vez que estuvo presente en buena parte de las más exitosas series de televisión nacionales.

## Biografía
Nació en Barcelona el 13 de agosto de 1925. Fue hijo del propietario de un pequeño comercio en dicha ciudad. Cursó sus estudios en su ciudad natal, concretamente en el Colegio de los Hermanos de la Doctrina Cristiana.
Su carrera comenzó en el teatro cuando contaba trece años. Durante siete años, según sus propias palabras, «estuvo interpretando cada domingo una obra distinta durante meses, y participó, de este modo, en 280 comedias en estos siete años». A lo largo de estos años, simultaneó su carrera teatral con su trabajo como dependiente en el negocio familiar.
En 1946 debutó en el Teatro Victoria de Barcelona, para posteriormente pasar a formar parte de la Compañía Teatral de Paco Martínez Soria.
Debutó en el cine de la mano de Javier Setó en la película Fantasía española, en 1953. Desde entonces participó en más de ciento diez películas, entre las que destacan La escopeta nacional, de Luis García Berlanga, La colmena de Mario Camus, El año de las luces de Fernando Trueba y Amanece, que no es poco, de José Luis Cuerda.
Contrajo matrimonio con la actriz murciana Carmen Serrano Hermoso. Fruto de este matrimonio, tuvo una hija: María del Carmen Sazatornil Serrano.
En 1957, José Sazatornil fundó su propia compañía teatral.
En 1974 protagonizó su propia serie de televisión: Los maniáticos, de Fernando García de la Vega, en TVE.
En 1989 recibió el premio Goya al mejor actor de reparto por su papel de Alberto Sinsoles en la película Espérame en el cielo, de Antonio Mercero. A lo largo de su carrera teatral, cinematográfica y televisiva ha recibido diversos premios y galardones.
Es inolvidable su interpretación de Don Mendo en la obra de teatro La venganza de Don Mendo, tradicionalmente representada por las primeras figuras de la escena nacional: entre otros, Fernando Fernán Gómez y Manolo Gómez Bur.
En noviembre de 2013 se anunció que sufría Alzheimer. Falleció por causas naturales el 23 de julio de 2015 en la ciudad de Madrid.

## Filmografía
- 1953: Fantasía española, de Javier Setó.
- 1954: Los gamberros, de Juan Lladó.
- 1955: Al fin solos, de José María Elorrieta.
- 1955: Los agentes del quinto grupo, de Ricardo Gascón.
- 1955: Good Bye, Sevilla, de Ignacio F. Iquino.
- 1955: El golfo que vio una estrella, de Ignacio F. Iquino.
- 1956: El ojo de cristal, de Antonio Santillán.
- 1956: La pecadora, de Ignacio F. Iquino.
- 1956: El difunto es un vivo, de Juan Lladó.
- 1956: Hospital de urgencia, de Antonio Santillán.
- 1957: Mañana, de José María Nunes.
- 1957: Sueños de historia, de José H. Gan.
- 1957: Sitiados en la ciudad, de Miguel Lluch.
- 1957: Pasaje a Venezuela, de Rafael J. Salvia.
- 1961: El amor empieza en sábado, de Victorio Aguado.
- 1963: El verdugo, de Luis García Berlanga.
- 1964: El rapto de T. T., de José Luis Viloria.
- 1966: La ciudad no es para mí, de Pedro Lazaga.
- 1966: Las viudas - El retrato de Regino, de José María Forqué.
- 1966: Fray Torero, de José Luis Sáenz de Heredia.
- 1967: Una señora estupenda, de Eugenio Martín.
- 1967: Un millón en la basura, de José María Forqué.
- 1967: ¿Qué hacemos con los hijos?, de Pedro Lazaga.
- 1967: Los celos y el duende, de Silvio F. Balbuena.
- 1967: Las que tienen que servir, de José María Forqué.
- 1967: Amor en el aire, de Luis César Amadori.
- 1968: La vil seducción, de José María Forqué.
- 1968: Las secretarias, de Pedro Lazaga.
- 1968: Solos los dos, de Luis Lucia.
- 1968: Los que tocan el piano, de Javier Aguirre.
- 1968: El marino de los puños de oro, de Rafael Gil.
- 1969: Verano 70, de Pedro Lazaga.
- 1969: Una vez al año, ser hippy no hace daño, de Javier Aguirre.
- 1969: Sangre en el ruedo, de Rafael Gil.
- 1969: Carola de día, Carola de noche, de Jaime de Armiñán.
- 1969: Amor a todo gas, de Ramón Torrado.
- 1969: Juicio de faldas, de José Luis Sáenz de Heredia.
- 1969: Las leandras, de Eugenio Martín.
- 1970: Topical Spanish, de Ramón Masats.
- 1970: El mesón del gitano, de Antonio Román.
- 1970: Coqueluche, de Germán Lorente.
- 1970: El astronauta, de Javier Aguirre.
- 1971: La novicia rebelde, de Luis Lucia.
- 1971: Si Fulano fuese Mengano, de Mariano Ozores.
- 1971: Cómo casarse en siete días, de Fernando Fernán Gómez.
- 1971: A mí las mujeres ni fu ni fa, de Mariano Ozores.
- 1971: Los gallos de la madrugada, de José Luis Sáenz de Heredia.
- 1972: Venta por pisos, de Mariano Ozores.
- 1973: Una monja y un Don Juan, de Mariano Ozores.
- 1973: La llamaban la Madrina, de Mariano Ozores.
- 1973: Las señoritas de mala compañía, de José Antonio Nieves Conde.
- 1973: Las tres perfectas casadas, de Benito Alazraki.
- 1973: ¡Qué cosas tiene el amor!, de Germán Lorente.
- 1973: Me has hecho perder el juicio, de Juan de Orduña.
- 1973: Celos, amor y Mercado Común, de Alfonso Paso.
- 1973: El Love Feroz o Cuando los hijos juegan al amor, de José Luis García Sánchez.
- 1974: El insólito embarazo de los Martínez, de Javier Aguirre.
- 1974: Mi hijo no es lo que parece, de Angelino Fons.
- 1974: Las correrías del vizconde Arnau, de Joaquín Coll Espona.
- 1975: Ligeramente viudas, de Javier Aguirre.
- 1975: Strip-tease a la inglesa, de José Luis Madrid.
- 1975: El último tango en Madrid, de José Luis Madrid.
- 1976: El fin de la inocencia, de José Ramón Larraz.
- 1976: La zorrita en bikini, de Ignacio F. Iquino.
- 1976: Colorín colorado, de José Luis García Sánchez.
- 1977: Cuentos de las sábanas blancas, de Mariano Ozores.
- 1978: Préstamela esta noche, de Tulio Demicheli.
- 1978: La escopeta nacional, de Luis García Berlanga.
- 1979: Cinco tenedores, de Fernando Fernán Gómez.
- 1979: El periscopio, de José Ramón Larraz.
- 1979: Rocky Carambola, de Javier Aguirre.
- 1980: Operación Comando, de Julio Saraceni.
- 1982: Huevos revueltos, de Enrique Jiménez Pereira.
- 1982: Si las mujeres mandaran (o mandasen), de José María Palacio.
- 1982: La vendedora de ropa interior, de Germán Lorente.
- 1982: El hijo del cura, de Mariano Ozores.
- 1982: La colmena, de Mario Camus.
- 1983: La avispita Ruinasa, de José Luis Merino.
- 1983: El fascista, doña Pura y el follón de la escultura, de Joaquín Coll Espona.
- 1984: Operación Mantis, de Paul Naschy.
- 1984: Playboy en paro, de Tomás Aznar.
- 1984: Dos mejor que uno, de Ángel Llorente.
- 1984: Cinco minutos nada menos, de Fernando García de la Vega.
- 1985: El donante, de Ramón Fernández.
- 1985: Una y sonada, de Gabriel Iglesias.
- 1986: El año de las luces, de Fernando Trueba.
- 1987: El pecador impecable, de Augusto Martínez Torres.
- 1988: La venganza de don Mendo, de Gustavo Pérez Puig.
- 1988: Espérame en el cielo, de Antonio Mercero.
- 1989: Amanece, que no es poco, de José Luis Cuerda.
- 1990: Ovejas negras, de José María Carreño.
- 1990: Don Juan, mi querido fantasma, de Antonio Mercero.
- 1991: ¿Lo sabe el ministro?, de José María Forn.
- 1991: Un submarino bajo el mantel, de Ignasi P. Ferré.
- 1993: Pelotazo nacional, de Mariano Ozores.
- 1993: Tretas de mujer, de Rafael Moleón.
- 1993: Todos a la cárcel, de Luis García Berlanga.
- 1994: La vida siempre es corta, de Miguel Albaladejo.
- 1994: Historias de la puta mili, de Manuel Esteban.
- 1994: El cianuro... ¿solo o con leche?, de José Miguel Ganga.
- 1996: Adiós, tiburón, de Carlos Suárez.
- 1998: Una pareja perfecta, de Francesc Betriu.
- 1998: Mátame mucho, de José Ángel Bohollo.
- 2003: Hotel Danubio, de Antonio Giménez Rico.
- 2005: Capitán España, de José Ramón Martínez y Jaime Noguera.
- 2006: Vete de mí, de Víctor García León.

## Televisión
- 1966: Tiempo y hora
- 1974: Los maniáticos
- 1983-1984: El jardín de Venus
- 1984: Cinco minutos nada menos
- 1989: Tot un senyor
- 1991: Tercera planta, inspección fiscal
- 1993: Función de tarde

## Premios
Premios Goya
| Año  | Categoría                                   | Película             | Resultado |
| ---- | ------------------------------------------- | -------------------- | --------- |
| 1988 | Mejor interpretación masculina de reparto   | Espérame en el cielo | Ganador   |
| 1993 | Mejor interpretación masculina protagonista | Todos a la cárcel    | Nominado  |

Medallas del Círculo de Escritores Cinematográficos
| Año  | Categoría        | Película          | Resultado |
| ---- | ---------------- | ----------------- | --------- |
| 1993 | Mejor actor      | Todos a la cárcel | Ganador   |
| 2012 | Medalla de Honor | Medalla de Honor  | Ganador   |

Fotogramas de Plata
| Año  | Categoría     | Resultado |
| ---- | ------------- | --------- |
| 2008 | Toda una vida | Ganador   |

- 1990 (TP de Oro 1989): Mejor actor catalán por su papel en la serie Tot un senyor.

- Minerva de Plata, del Círculo de Bellas Artes de Madrid, por su participación en la comedia Auto de la compadecida.[6]

- 2003: Premio de Interpretación Ciudad de Benalmádena.[12]

- 2004: Premio de la Fundación AISGE (Artistas e intérpretes sociedad de gestión) en el marco del Festival de Cine de Sitges.[13]

- 2005: IX Premio de Teatro José Isbert, de la Asociación Española de Amigos del Teatro.[14][5]

- 2006: Se le entrega la llave de la ciudad de Granada.[15]

- 2010: Premio Actúa.

- 2013: Hijo Adoptivo de Los Alcázares.[16]

- 2014: Recibe el premio a toda una vida de la Unión de Actores.[17]

## Homenajes
En el 2005, el grupo de rock español Camping le hace objeto de un homenaje en su disco Dancing Days, bautizando incluso una de las canciones con su nombre.